# National Film Award/Bester Film in Oriya
Die Gewinner des National Film Award der Kategorie Bester Film in Oriya (Best Feature Film in Oriya) waren:
| Jahr | Film                  | Regisseur          | Produzent                                         |
| ---- | --------------------- | ------------------ | ------------------------------------------------- |
| 1996 | Sunya Swaroopa        | Himanshu Khatua    |                                                   |
| 1997 | Shesha Drushti        | Apurba Kishore Bir | National Film Development Corporation             |
| 2001 | Magunira Shagada      | Prafulla Mohanty   | National Film Development Corporation Doordarshan |
| 2002 | kein Preis            | -                  | -                                                 |
| 2003 | Aw Akkare Aa          | Subas Das          | Subas Das                                         |
| 2004 | kein Preis            | -                  | -                                                 |
| 2005 | Kathantara            | Himanshu Khatua    | Iti Samanta                                       |
| 2006 | Pooja Paeen Phoolatie | Gadadhar Puty      | Padmini Puty                                      |
| 2007 | kein Preis            | -                  | -                                                 |
| 2008 | kein Preis            | -                  | -                                                 |

Derzeit erhalten Produzent und Regisseur des Gewinnerfilms je einen Rajat Kamal und ein Preisgeld von 100.000 Rupien.